# Tenería, Puebla
Tenería är en ort i Mexiko.   Den ligger i kommunen Atlixco och delstaten Puebla, i den sydöstra delen av landet, 90 km sydost om huvudstaden Mexico City. Tenería ligger 1 925 meter över havet och antalet invånare är 189.
Terrängen runt Tenería är kuperad norrut, men söderut är den platt. Runt Tenería är det tätbefolkat, med 459 invånare per kvadratkilometer. Närmaste större samhälle är Atlixco, 3,0 km sydost om Tenería. Omgivningarna runt Tenería är en mosaik av jordbruksmark och naturlig växtlighet.